# TWINKLE☆CHERRY PINK
「TWINKLE☆CHERRY PINK」（トゥインクルチェリー ピンク）は、野川さくらの15枚目（通算18枚目）のシングル。

## 概要
歌詞は、全編本人書下ろし。

## 収録曲
全作詞：野川さくら
1. TWINKLE☆CHERRY PINK
2. さくら日和～ふたつのしっぽ～
3. TWINKLE☆CHERRY PINK（inst）
4. さくら日和～ふたつのしっぽ～（inst）